# Stabschef
Stabschef (en español: Jefe de Estado Mayor) fue un rango militar y oficial en las Sturmabteilung (SA), las tropas de asalto tipo milicia asociadas con el Partido Nacionalsocialista Obrero Alemán. El rango era equivalente al rango de Generaloberst en el Ejército alemán y a General en el Ejército de los Estados Unidos.

## Definición

Bandera de mando para el grado de Stabschef-SA (2.ª versión).

La posición de SA-Stabschef, que aún no era un rango, se estableció en 1929 para ayudar al Oberste SA-Führer (Líder Supremo de las SA) con la administración de la organización de rápido crecimiento. Otto Wagener ocupó el cargo bajo el liderazgo del Oberste SA-Führer Franz Pfeffer von Salomon desde 1928-1930, y dirigió las SA a partir de la asunción de Hitler del título Oberste SA-Führer en agosto, hasta que Ernst Röhm lo reemplazó en enero de 1931.
El rango Stabschef de las SA de fue creado por Röhm para sí mismo en 1933 después de que Hitler se convirtiera en Canciller. Aunque Hitler se convirtió en comandante supremo de los soldados de asalto en 1930, el funcionamiento cotidiano de la organización se dejó al Jefe de Estado Mayor. Además, los hombres que tenían el rango de Stabschef después de 1930 eran los verdaderos líderes de las SA.

## Comandantes en jefe de las SA
El cargo de Stabschef estuvo en manos de cuatro personas diferentes entre 1929 y 1945 y, en cada caso de sucesión, se heredó debido a la muerte de un predecesor. Los siguientes oficiales de las SA ocuparon el cargo de Stabschef:
| N.º |  | Stabschef                      | Tomó posesión      | Abandonó el cargo       | Tiempo en activo  | Partido |
| --- |  | ------------------------------ | ------------------ | ----------------------- | ----------------- | ------- |
|     |  | Otto Wagener (1888-1971)       | Octubre de 1929    | 31 de diciembre de 1930 | 1 año y 2 meses   | NSDAP   |
|     |  | Ernst Röhm (1887-1934)         | 5 de enero de 1931 | 1 de julio de 1934      | 3 años y 5 meses  | NSDAP   |
|     |  | Viktor Lutze (1890-1943)       | 1 de julio de 1934 | 2 de mayo de 1943       | 8 años y 10 meses | NSDAP   |
|     |  | Max Jüttner (1888-1963)        | 2 de mayo de 1943  | Agosto de 1943          | 2 meses           | NSDAP   |
|     |  | Wilhelm Scheppmann (1894-1970) | Agosto de 1943     | 5 de mayo de 1945       | 1 año y 9 meses   | NSDAP   |

## Insignia
Las primeras insignias para Stabschef consistían en un parche en el cuello del uniforme de soldado de asalto con una hoja de roble. La evidencia fotográfica muestra a Ernst Röhm con sus insignias en sus primeros días como jefe de personal de las SA. A medida que aumentó la autoridad de Röhm, también lo hicieron sus insignias y, a mediados de 1931, la evidencia fotográfica lo muestra con una estrella envuelta que fue diseñada basándose en la de un general boliviano, debido a la experiencia militar anterior de Röhm como asesor militar en Bolivia.
Después de 1933, la insignia de Stabschef consistía en un patrón de "lanzas cruzadas", envuelto en un círculo de media hoja de roble. Después de 1934, la insignia se cambió a un patrón de hoja de roble de tres hojas enrolladas similar a la insignia de Reichsführer-SS. Con la caída de la Alemania nazi, las Sturmabteilung dejó de existir y con ella el Stabschef.

Hombrera
Parche de cuello (1933–1934)
Parche de cuello (1934–1945)